# Jarek
Jarek es un personaje ficticio de la saga de videojuegos de lucha Mortal Kombat. Hizo su primera aparición en Mortal Kombat 4 de 1997, como un nuevo miembro del clan del Dragón Negro.

## Biografía ficticia
Jarek pertenecía a una familia rica e importante, pero abandonó su posición para ser un criminal y se unió al clan del Dragón Negro. Entrenó artes marciales con Kano, quien fue su maestro. Desheredado, reclamó judicialmente su herencia, pero perdió el juicio.
Hizo su primera aparición en Mortal Kombat 4, donde lleva un chaleco marrón que tiene grabado detrás el símbolo que lo identifica como miembro del clan del Dragón Negro, pantalones verdes, muñequeras, brazaletes negros, rodilleras, canilleras y ojotas japonesas.

## Apariciones en los juegos

### Mortal Kombat 4/Mortal Kombat Gold

#### Biografía
Se cree que es el último miembro del clan de Kano, el Dragón Negro. Sonya estaba tras su detención por sus crímenes, pero una amenaza mucho mayor hace que Sonya se dedique por completo en la amenaza de Quan Chi. Ahora Jarek se encuentra luchando para La Tierra junto a Sonya para salvar su planeta del malvado dios ancestral Shinnok.

#### Movimientos especiales
- Bala de cañón alta: Compacta su cuerpo de tal manera que toma forma de esfera, y rotando impacta al oponente, derribándolo y luego regresa a su posición original.
- Bala de cañón vertical: Compacta su cuerpo de tal manera que toma forma de esfera y rotando hacia arriba del escenario impacta al oponente que se mantiene en el aire, derribándolo, y luego regresa a su posición original.
- Proyectil: Cruce de manos por el cual lanza una combustión rotatoria que impacta al oponente en el torso, confundiéndolo.
- Estrella ninja: Desenfunda una estrella ninja y haciéndola rotar la lanza, el arma cortará al oponente y lo hará expulsarle sangre.
- Temblor de tierra: Al compactar su cuerpo, hace uso de su puño, un impacto contra el suelo, esparciendo una onda que paraliza al oponente.

#### Arma
- Cuchilla del Dragón Negro

#### Fatalities
- Ojo térmico: Inclinando su cuerpo, hace emanar de sus ojos una rayo láser de color rojo; el poder de la emanación termina calentando el cuerpo de su oponente haciéndolo explotar en huesos calcinados.
- Despojo de corazón: Aproximándose al cuerpo de su oponente, levanta su mano y le atraviesa el pecho, arrancándole el corazón, y mientras el cuerpo de su oponente cae, levanta el corazón en su mano.

#### Final
Sonya permanecía en un espacio de colinas, intentaba detener a Jarek, quien sigilosamente se acercaba a ella, se detiene frente a Sonya con sentimientos de superioridad, Sonya le dice, "se acabó, los buenos han ganado de nuevo", a lo que Jarek contesta que permanecía fiel al Dragón Negro, Sonya le responde, "Jarek, el Dragón Negro terminó con Kano", Jarek grita "¡no!", ambos retroceden y se percata de que estaban en un risco, Jarek embiste a Sonya, pero ella lo esquiva y él cae al abismo, cuando Sonya hablaba con Jax, Jarek la sujeta del tobillo y la arrastra soltándola sobre el abismo, cuando se repone se ve una sonrisa en su cara y se retira en las sombras.

### Mortal Kombat: Special Forces

#### Jefe secundario
Es el jefe del tercer nivel, posee una arsenal muy limitado, es un oponente de dificultad regular, es muy parecido a Kano, por lo que adapta sus golpes y ataques a su forma.

#### Movimientos especiales
- Boomerang de viento: Desenfunda una aspa de viento y haciéndolo rotar la lanza, el arma cortará al oponente y hará expulsarle sangre.
- Proyectil: Cruce de manos por el cual lanza una combustión rotatoria que impacta al oponente en el torso, confundiéndolo.

## Apariciones de Jarek
- Mortal Kombat 4
- Mortal Kombat Gold
- Mortal Kombat: Special Forces
- Mortal Kombat: Deception
- Mortal Kombat: Unchained
- Mortal Kombat: Armageddon